# Unternehmen Hannibal
Das Unternehmen Hannibal war der Deckname einer deutschen Militäroperation der Kriegsmarine gegen Ende des Zweiten Weltkrieges.

## Hintergrund
Dönitz hatte Hitler gegen den Rat von Guderian darin bestärkt, die eingekesselte Heeresgruppe Mitte nicht über See abzuziehen. Die östliche Ostsee sollte unbedingt als einzig verbliebenes Übungsgebiet für die neuen U-Boot-Typen (U-Boot-Klasse XXI) gehalten werden, um die Wende in der Seekriegführung gegen die Angloamerikaner zu erreichen. Die Belange der miteingekesselten ostdeutschen Zivilbevölkerung wurden der ideologischen Kriegführung „Sieg oder Untergang“ völlig untergeordnet. Die Evakuierung der Zivilbevölkerung sollte aus militärischen Belangen und wegen der Brennstoffknappheit nur nachrangig erfolgen. Die Rote Armee stieß zu Jahresbeginn 1945 in der Schlacht um Ostpreußen Richtung Ostseeküste vor und erreichte am 27. Januar 1945 in der Nähe von Elbing die Küste, womit Ostpreußen abgeschnitten war. Der Vormarsch löste eine Flüchtlingslawine aus.

## Unternehmen
Mit dem Kennwort „Hannibal“ gab Admiral Hans-Georg von Friedeburg am 23. Januar 1945 die Anweisung, aufgrund des Vorrückens der Roten Armee die Verlegung der in Gotenhafen (dem heutigen Gdynia) stationierten 2. U-Lehrdivision mit der ihr unterstellten 22. U-Flottille aus dem umkämpften Gebiet nach Westen vorzubereiten. Die Marineangehörigen sollten an Bord der Wilhelm Gustloff nach Westen gebracht werden. Zusätzlich wurden mehrere Tausend Flüchtlinge an Bord genommen.
Die Aktion gilt daher als Beginn der Verwundeten- und Flüchtlingstransporte durch die Kriegs- und Handelsmarine im ersten Halbjahr 1945.